# K-329 Biełgorod
K-329 Biełgorod – rosyjski okręt podwodny o napędzie jądrowym projektu 949AM (kod NATO: Oscar II). Okręt przystosowywany jest m.in. do przenoszenia autonomicznych bezzałogowych pojazdów podwodnych wyposażonych w głowicę atomową typu „Posejdon” (SSGMN).  
Budowę okrętu rozpoczęto 6 kwietnia 1993 roku, następnie wstrzymano w 1994 roku, wznowiono w roku 2000, aby ponownie wstrzymać w roku 2006. 20 grudnia 2012 roku zdecydowano o przebudowie kadłuba K-139 na nową jednostkę projektu 09852. Przeróbka okrętu polegała m.in. na dodaniu w jego centralnej części sekcji o długości 30 m (wydłużeniu ze 154 do 184 m).  
Okręt oficjalnie przyjęto do służby w marynarce wojennej FR 8 lipca 2022.  